# Herbert W. Franke
Herbert Werner Franke (Viena, Primera República de Austria,14 de mayo de 1927-Munich, 16 de julio de 2022) fue un científico y escritor austríaco. Fue uno de los principales escritores de ciencia ficción en lengua alemana. Las áreas que más cultivó fueron la futurología, espeleología, infografía y arte digital.

## Biografía
Herbert W. Franke estudió en su Viena natal, física, matemáticas, química, psicología y filosofía. En 1950 obtuvo un doctorado en física teórica con una disertación sobre electroóptica. 

## Trayectoria
A partir de 1957 trabajó como escritor. De 1973 a 1997 dio clases de «estética cibernética» (que más tarde se llamaría arte por computadora o digital) en la Universidad de Múnich. De 1968 a 1975 fue miembro del gruppe parallel, un grupo de artistas y científicos. En 1979 cofunda Ars Electronica en Linz. De 1979 a 1980 imparte la asignatura «introducción a la psicología de la percepción» en la Universidad de Ciencias Aplicadas de Bielefeld. Desde 1980 es miembro del capítulo alemán de PEN Internacional. En 1998 participó en el SIGGRAPH en Orlando y fue jurado en el VideoMath-Festival de Berlín. Una de sus obras importantes es "La caja de las Orquídeas".